# أولوس رودبيك
أولوس رودبيك (بالسويدية: Olaus Rudbeck) وهو عالم و كاتب سويدي ولد في يوم 12 سبتمبر 1630 في مدينة فيستيروس وهو بروفيسور في الطب من جامعة أوبسالا وهو ابن المطران يوهانس رودبيكيوس وألذي كان القسيس الشخصي للملك غوستاف الثاني أدولف وهو والد عالم النبات أولوف رودبيك الأصغر، رودبيك يعرف أوليا لمساهماته في حقلين: علم التشريح و علم اللغة الإنساني، لكنّه أنجز أيضا في العديد من الحقول الأخرى بضمن ذلك موسيقى وعلم نبات (أسّس الحديقة النباتية الأولى في السويد في وبسالا، مسمّاة حديقة رودبيك، لكن الذي بدّل اسم بعد مائة سنة لطالب ابنه كارلوس لينيوس)، توفي أولوس رودبيك في 12 ديسبمر 1702.